# Liste der Naturdenkmäler in Bamberg
Die Liste der Naturdenkmäler in Bamberg nennt die Naturdenkmäler in der kreisfreien Stadt Bamberg in Bayern. Laut der zuletzt im April 2007 geänderten Verordnung gibt es in Bamberg diese nach dem bayrischen Naturschutzgesetz geschützten Naturdenkmäler. Geschützt ist jeweils zusätzlich ein Umkreis von 12 m gemessen vom Stammumfang in 1 m Höhe.

## Liste
| Bild           | Nummer       | Bezeichnung                 | Gemarkung                                                           | Beschreibung                                                          |
| -------------- | ------------ | --------------------------- | ------------------------------------------------------------------- | --------------------------------------------------------------------- |
| weitere Bilder | 1, ND-03610  | 1 Eiche (Quercus robur)     | Bamberg, Flurstück Nr. 6524 (49° 54′ 57,2″ N, 10° 53′ 1,4″ O)       | im Hof des Anwesens Aufseßhöflein                                     |
| weitere Bilder | 2, ND-03704  | 1 Birnbaum (Pyrus communis) | Gaustadt, Flurstück Nr. 199 (49° 53′ 48,6″ N, 10° 50′ 33,5″ O)      | etwa 75 m südlich des Rothofer Weges im nördlichen Bereich des Ackers |
| weitere Bilder | 3, ND-03649  | 2 Linden (Tilia cordata)    | Bamberg, Flurstück Nr. 3324/2 (49° 53′ 40,3″ N, 10° 52′ 15,6″ O)    | am Weg Ottobrunnen, gegenüber vom Ottobrunnen                         |
| weitere Bilder | 4, ND-03617  | 1 Eiche (Quercus robur)     | Bamberg, Flurstück Nr. 3533 (49° 53′ 12,1″ N, 10° 52′ 19,9″ O)      | Teufelsgraben, im nördlichen Bereich eines Gartengrundstücks          |
| weitere Bilder | 5, ND-03742  | 1 Eiche (Quercus robur)     | Bamberg, Flurstück Nr. 3536 (49° 53′ 13,6″ N, 10° 52′ 31,1″ O)      | südwestlich des Kaiser-Heinrich-Gymnasiums                            |
| weitere Bilder | 6, ND-03728  | 1 Linde (Tilia cordata)     | Bamberg, Flurstück Nr. 7233 (49° 53′ 8,5″ N, 10° 51′ 46,4″ O)       | ehemaliger Rothof, nördliche Grundstücksgrenze                        |
| weitere Bilder | 8, ND-03743  | 1 Eiche (Quercus robur)     | Bamberg, Flurstück Nr. 4091 (49° 52′ 56,5″ N, 10° 53′ 31,2″ O)      | im südlichen Teil des Gartens des Anwesens Milchweg 12                |
| weitere Bilder | 9, ND-03741  | 1 Linde (Tilia cordata)     | Strullendorf, Flurstück Nr. 2578 (49° 52′ 13,7″ N, 10° 54′ 33,1″ O) | im Hof des Anwesens Bughof 4                                          |
| weitere Bilder | 10, ND-03739 | 1 Linde (Tilia cordata)     | Bug, Flurstück Nr. 5 (49° 52′ 2,3″ N, 10° 54′ 27,7″ O)              | Am Regnitzufer 1                                                      |

Die Naturdenkmäler mit den Nummern 7 und 11 wurden mit der Verordnung vom 16. April 2007 gestrichen.